# 에코프로
주식회사 에코프로(영어: EcoPro)는 대한민국의 환경 및 에너지 분야의 기업이다.
1998년 10월 설립되어 2021년 5월 에코프로에이치엔을 인적분할하고 지주회사로 전환하였다. 2025년 2월 전기차 시장의 수요 성장 둔화와 가격 경쟁 심화로 전망이 하향 평가 되었다.

## 자회사
- 에코프로비엠
- 에코프로머티리얼즈
- 에코프로에이치엔
- 에코프로이노베이션
- 에코프로AP
- 에코프로CNG
- 에코프로EM
- 해파랑우리